# Francis Guinan
Pour les articles homonymes, voir Guinan.
Francis Guinan, né le 17 novembre 1951 à Council Bluffs, en Iowa, aux (États-Unis), est un acteur américain.

## Filmographie

### Cinéma
- 1988 : L'Emprise des ténèbres : le docteur américain
- 1988 : Rien à perdre : Tommy Malin
- 1992 : Une lueur dans la nuit : Andrew Berringer
- 1997 : Speed 2 : Cap sur le danger : Rupert
- 1999 : Une histoire d'initiation : Alan Sloane
- 2001 : Hannibal : l'assistant du directeur du FBI Noonan
- 2004 : Ideal : Claude Ignatius Hix
- 2005 : Constantine : Père Garret
- 2010 : Le Dernier Maître de l'air : Maître Pakku
- 2010 : Love and Secrets : Daniel Patrick Moynihan
- 2015 : Henry Gamble's Birthday Party : Larry Montgomery
- 2017 : The Evil Within : Dr Preston
- 2017 : Abundant Acreage Available : Tom

### Télévision
- 1983 : Say Goodnight, Gracie
- 1987 : Les Incorruptibles de Chicago : Bruce Walsh (1 épisode)
- 1989 : La Maison en folie : Dr Mitchell (1 épisode)
- 1990 : Rock Hudson : Carl
- 1990 : Alien Nation : Howard Thayer (1 épisode)
- 1990 : New York, police judiciaire : Jed Coles (1 épisode)
- 1991 : La Loi de Los Angeles : Assistant Cook (1 épisode)
- 1991 : K 2000 : La Nouvelle Arme : Dr Jeffrey Glassman
- 1991-1992 : Marshall et Simon : Edgar Teller et lui-même (19 épisodes)
- 1992-1995 : Arabesque : Edward Pryce et Fred Chandler (2 épisodes)
- 1994 : Spring Awakening : Dr Bennett
- 1995-2000 : Star Trek: Voyager : Zar, Chakotay et Ministre Kray (2 épisodes)
- 1996 : Drôle de chance (1 épisode)
- 1996 : Une maman formidable : Dr Swed (1 épisode)
- 1996 : Dark Skies : L'Impossible Vérité : Mark Simonson (1 épisode)
- 1996 : Sliders : Les Mondes parallèles : Sean Nuinn (1 épisode)
- 1997 : Murder One : Steve McDermott (6 épisodes)
- 1997 : Nash Bridges : David Wilkes (1 épisode)
- 1997 : George Wallace : un membre du KK
- 1997-2003 : The Practice : Bobby Donnell et Associés : Mitchell Field et Gary Newman (3 épisodes)
- 1998 : Chicago Hope : La Vie à tout prix : Harlan Brooks (1 épisode)
- 1998 : Le Caméléon : George Harper (1 épisode)
- 1998 : Profiler : Brian Koscis (1 épisode)
- 2000 : La Vie avant tout (1 épisode)
- 2000 : Spin City : un prêtre (1 épisode)
- 2000 : Frasier : Ted Fisher (1 épisode)
- 2000 : Le Drew Carey Show : Bob (1 épisode)
- 2001 : Sept jours pour agir : Howard Eastman (1 épisode)
- 2001 : Troisième planète après le Soleil : Jedediah (1 épisode)
- 2001 : It's Like, You Know... : Gazz (1 épisode)
- 2002 : Sur le chemin de la guerre : Nicholas Katzenbach
- 2002 : Le Protecteur : Seth (1 épisode)
- 2002 : Star Trek: Enterprise : Général Gosis (1 épisode)
- 2003 : Preuve à l'appui : Dr Alexander (1 épisode)
- 2003 : The Agency : Stan (1 épisode)
- 2003 : Les Experts : Miami : Lawrence Schmidt (1 épisode)
- 2003 : FBI : Portés disparus : Dr Charlton Gregory (1 épisode)
- 2004 : Century City (1 épisode)
- 2005 : Les Experts : Manhattan : Ron Miller (1 épisode)
- 2005 : Grey's Anatomy : M. Verma (1 épisode)
- 2007 : Urgences : le négociateur de la police (1 épisode)
- 2009 : The Beast : Alan Robicheaux (2 épisodes)
- 2011 : The Chicago Code (1 épisode)
- 2011-2012 : Boss : Gouverneur McCall Cullen (12 épisodes)
- 2012 : Mike and Molly : Jack (3 épisodes)
- 2013 : Killing Kennedy : Lyndon B. Johnson
- 2014 : Chicago Fire : le commissionnaire (1 épisode)
- 2016 : Chicago Med : Nathan Clay (1 épisode)
- 2016 : L'Exorciste : Frère Simon (5 épisodes)
- 2024 : Chicago Med : Jimmy Finnegan (saison 9, épisode 5)

#### Jeux vidéo
- 2011 : Star Wars: The Old Republic : Keeper
- 2014 : Star Wars: The Old Republic - Shadow of Revan : Keeper